# Сафир, Раиса Давидовна
Раиса Давидовна Сафир (фр. Raya Safir — Рая Сафир, урождённая Хинкис; 1909, Кишинёв, Бессарабская губерния — 2003, Париж) — французская художница.

## Биография
Отец Дувид Шулимович Хинкис (1877—1941), уроженец Кишинёва, служил юрисконсультом в банке; мать Хая Ихиловна (Клара Ахилловна) Хинкис (урождённая Василивер, 1884—1941), родом из Оргеева, — была модисткой, владелицей магазина дамских шляпок. Сестра художника Александра Хинкиса.
Эмигрировала в Париж в 1931 году, училась живописи в Академии Гранд Шомьер (в различных ателье вплоть до 1959 года), в 1941—1945 годах на свободном от немецкой оккупации Юге Франции — в Тулузской высшей школе изящных искусств в ателье Раймона Эспинасса (Raymond Espinasse, 1897—1985). Участвовала в групповых и персональных выставках с 1959 года, в том числе в экспозициях акварели и графики на Осеннем салоне, салоне Независимых, Салоне французских художников, салоне Национального общества изящных искусств, в оранжерее Версаля. Её работы были приобретены Государственным музеем современного искусства, Министерством культуры Французской Республики, городским музеем Исси-ле-Мулино, Художественным музеем Антананариву. Награждена серебряной медалью искусств и литературы, другими наградами. Оставшиеся в Кишинёве родители после оккупации города в 1941 году были депортированы в Кишинёвское гетто и убиты.
Персональные выставки в Париже проходили в Галерее Медичи, Галерее капуцинов, культурном центре Мёдона и Городском музее Исси-ле-Мулино.
В 1970-е годы Рая Сафир вместе с братом и Жаком Буссаром работали совместно в Исси-ле-Мулино в разработанном Александром Хинкисом направлении метаклассицизма (métaclassicisme); впоследствии к ним присоединился Жан Прево (Jean Prévost, род. 1934).

## Семья
- Муж — Павел Маркович Сафир (1911—?), адвокат и общественный деятель[8].
  - Сын — Андре Сафир (фр. André Safir, род. 1945), экономист и политический деятель, в 1981—1999 годах президент-директор Совета директоров компании Stratorg.